# Аббадія-Сан-Сальваторе
Аббадія-Сан-Сальваторе (італ. Abbadia San Salvatore) — муніципалітет в Італії, у регіоні Тоскана, провінція Сієна.
Аббадія-Сан-Сальваторе розташована на відстані близько 130 км на північний захід від Рима, 110 км на південь від Флоренції, 60 км на південний схід від Сієни.
Населення — 6499 осіб (2014).
Щорічний фестиваль відбувається 19 вересня. Покровитель — Святий Марко.

## Демографія
Населення за роками:

Станом на 1 січня 2023 року в муніципалітеті офіційно проживало 755 іноземців з 43 країн, серед них 389 громадян країн Євросоюзу та 33 громадяни України.

## Уродженці
- Алессіо Діонізі (*1980) — італійський футболіст, захисник, захисник, згодом — футбольний тренер.

## Сусідні муніципалітети
- Кастель-дель-П'яно
- Кастільйоне-д'Орчія
- П'янкастаньяіо
- Радікофані
- Сан-Кашано-дей-Баньї
- Санта-Фйора
- Седжано